# 对食
對食，最早是指宮女之間的女同性戀關係，宦官與宮女的結合則稱為菜戶。 後來宦官與宮女的結合亦稱為對食。

## 語源
對食一辭最早源自漢朝，《漢書》記載：「官婢曹曉、道房、張棄，故趙昭儀御者於客子、王偏、臧兼等，皆曰宮（曹宮）即曉子女，前屬中宮，為學事史，通《詩》，授皇后。房（道房）與宮（曹宮）對食。」應邵注曰：“宮人自相與爲夫婦名對食，甚相妒忌也”，可見對食最早是指女同性戀，但也可能是境遇性性行為，由於宮女在宮中寂寞，又沒有接觸異性的機會，就與其他宮女發生性關係。漢武帝的皇后陈氏也有類似記載，“巫著男子衣冠幘帶，素與皇后寢居，相愛若夫婦。”“事發，楚服伏辜，皇后廢處長門宮。”

## 演變
後來「對食」一詞變成宦官和宮女的戀愛和性行为，所谓“宫掖之中，怨旷无聊，解馋止渴，出此下策耳。”。隋唐五代时期的《宫词》有云：“莫怪宫人夸对食，尚衣多半状元郎。”徐鼐《小腆纪传》：“常中郭氏名良璞，故阉夏国祥之对食也。”
對食可以是宦官與宮女，或是宮女與宮女之間的戀情，但多為短暫交往；而菜戶則專指宦官與宮女的長久穩定戀愛關係，有如夫妻。唐朝时宦官可在外娶妻，如高力士娶妻吕氏，吕氏则与其他权贵之妻一样同受命妇册封，封为国夫人。明朝宦官在外娶妻是被严格禁止，主要为防止外臣干涉宫廷事务。南和伯方瑛妾许氏改嫁御用监左监丞龙闰。成化五年（1469年）事发，除二人离婚外，龙闰送司礼监处置。故宦官与宫女结成菜户，在明朝宫廷中是为常见。到清朝，宫女不再是终生服役，通常在25岁离宫后，宫女会进行婚嫁，且清代宮女為內務府上三旗（鑲黃旗、正黃旗、正白旗）包衣出身，宦官多充漢族，民間就少有滿族肯婚配漢族者，遑論宦官。

## 對食關係的性行為
中國古代女同性戀性行為多稱為磨鏡，因雙方相互以廝磨或撫摩對方下體得到性滿足，古代的春宫画也有一人女扮男装，在腰间系一假阳具和对方进行性交的。
由於宦官缺乏性能力，一般的性愛方式僅限於愛撫、口交和假陽具。古今文史半月刊第九期楊靜盦的〈記閹人〉記載：「閹人近女，每喜手撫口齧，緊張移時，至汗出即止。蓋性欲至此已發泄淨盡，亦變態也。」。《萬曆野獲編》記載：「近日都下有一閹豎比頑，以假陽具入小唱（即歌妓）穀道（肛門）不能出，遂脹死。法官坐以抵償。」
有些宦官為恢復性能力，不惜殺人，食用小兒腦，《萬曆野獲編》「對食條」云：「近日福建稅璫高寀，妄謀陽具再生，為術士所惑，竊買童男腦髓啖之，所殺穉兒無算，則又狠而愚矣。」